# Jindřich Vařeka
Jindřich Vařeka (* 19. března 1959 Příbram) je český podnikatel, publicista a starosta Příbrami v letech 2014–2019.

## Životopis
Narodil se v Příbrami. Po dokončení základní školy pokračoval ve studiu na vojenském gymnáziu v Opavě. V roce 1982 získal titul na Vysoké škole chemicko-technologické. Po studiích pracoval pro Omnipol. Po dvou letech odcestoval do Tripolisu, kde napomáhal inkasu od neochotného partnera. Později se stal havarijním komisařem pro tripolský přístav. Zpět do vlasti se vrátil v roce 1990, poté začal podnikat se svým otcem Jindřichem Vařekou st. (1928–2018) a jeho obchodním partnerem Jiřím Kreysou. Nejdříve se zabývali stavební činností v SRN a v roce 1991 obě rodiny založily firmu Ravak.
Po smrti Jindřicha Vařeky st. v roce 2018, Jindřich Vařeka zaujal jeho místo ve firmě. Vztahy mezi rodinami se však rozklížily a přistoupilo se k úpravě vlastnických podílů. Důvodem byla podle Vařeky neschopnost dohodnout se společníky na přístupu k problému kauzy Oleo Chemical.

### Politická kariéra
V roce 2014 byl zvolen starostou Příbrami za Hnutí ANO, které v Příbrami utvořilo koalici s TOP09. Svůj mandát znovu obhájil v komunálních volbách v roce 2018, kdy ANO vyhrálo s největším počtem hlasů (39%) ze všech okresních měst. V tomto volebním období Vařeka přišel s návrhem konceptu „duhové“ městské rady složené ze zástupců všech zvolených stran (s výjimkou lokálního sdružení Šance pro Příbram, které se proti hnutí ANO nejostřeji vymezovalo). Návrh odůvodnil nelibostí nad neustálým štěpením politických stran a hnutí a také zjištěním, že většinově jsou napříč politickým spektrem stejné názory na potřeby města. Tento návrh se mu však uvést do praxe nepodařilo. Vařekovo znovuzvolení v roce 2018, bylo obhajováno zlepšením situace v Příbrami zvláště na poli kultury a sportu, či opakovanými argumenty, že Vařeka jako multimilionář „nemá potřebu krást“. Proti tomu Vařeku kritizovali někteří zastupitelé a zástupci z veřejné správy, že vede radnici jako firmu pouze s vidinou čirého zisku a za personální čistky bez výběrových řízení.
V roce 2017 vyšlo najevo, že Vařeka inkasuje peníze z příbramského nočního klubu „Srdíčko“. Dům v němž se klub nachází vlastnil Vařeka s manželkou od roku 1993 do roku 2007. Noční klub v něm fungoval od roku 1994. V roce 2007 dům prodali Marcelu Votrubovi, kterému k jeho koupi Vařeka poskytl půjčku. Splátky společně s 6% úrokem měl z finančních výnosů nočního klubu pobírat do roku 2019. Na dotaz webu Seznam Zprávy, zda mu jako starostovi města Příbram nevadí provoz tohoto podniku, sdělil, že mu klub jako starostovi vadí a byl by raději kdyby tam nebyl.
Dne 20. května 2019 skončil na vlastní žádost ve funkci starosty Příbrami. Jako důvod své rezignace uvedl úmrtí svého otce, Jindřicha Vařeky st. a nutnost převzít jeho povinnosti související se spravováním rodinného majetku. Vařekův otec měl podíly ve firmách, mimo jiné ve Španělsku nebo Číně. Jeho nástupcem v úřadu starosty se stal místostarosta Jan Konvalinka (za ANO), Vařeka na radnici zůstal v pozici radního za ANO. V roce 2020 zvažoval kandidaturu do senátu.
V komunálních volbách v roce 2022 v Příbrami již nekandidoval.

### Majetkové spory v Příbrami
V roce 2021 se Jindřich Vařeka stal terčem kritiky, kvůli zbourání tří domů v památkové zóně na Václavském náměstí v Příbrami. Domy nechala zbourat společnost Meinland, jejímž jednatelem je Jindřich Vařeka. Ten kritiku odmítl s tvrzením, že domy byly v havarijním stavu a nedaly se opravit. Proti bourání domů se vyslovil bývalý starosta Příbrami starosta Josef Vacek (KDU-ČSL), který na Facebooku napsal, že šlo o architektonický a urbanistický zločin. Krajský radní pro kulturu a příbramský zastupitel Václav Švenda (TOP 09), řekl, že ho mrzí bourání domů, ale i to, jak Vařeka komunikuje s veřejností – Vařeka kritiky demolic označil za teroristy. Společnost Meinland koupila tři domy v roce 2019 za 6,6 milionů korun od společnosti Ravak. Na místě zbouraných domů, měl v úmyslu vybudovat nový polyfunkční dům. Novou výstavbu však zkomplikovala jednání památkáři a obyvateli sousedních domů. Vařeka se pro portál pribram.cz vyjádřil, že výstavbu domů odložil na neurčito a 17. června 2023 nechal na staveniště umístit sochu urputného úředníka. Sdělil, že místo bude celoročně osvětleno a každý rok v den výročí osazení sochy budou k němu pokládány smuteční věnce. Jeho společnost také vytvořila facebookovou skupinu s názvem „Fanclub neporazitelného úředníka”, aby zde lidé sdíleli podobné příběhy.
Jméno Jindřicha Vařeky se také opakovaně objevilo ve sporu developerů a části veřejnosti o zastavění či zachování Fantovy Louky na okraji Příbrami, která je domovem vzácných, zvláště chráněných a ohrožených druhů rostlin a živočichů a také vysoce funkčním kolektorem vody. Vařeka, který bydlí v těsném sousedství Fantovy louky a s několika developery ho pojí jisté vazby se developerů zastal. V září 2024 zveřejnil článek, kde se vyjádřil ke svému postoji a také navrhl své řešení pro městskou část pozemků, které by město mělo částečně zkulturnit a „vytvořit čarovné zákoutí s rybníčky, tůňkami, naučnými stezkami, lávkami a možná i s mateřskou školkou usazenou do tajuplné přírody opředené vyprávěními o vodnících a vodních vílách.”

## Soukromý život
Jindřich Vařeka je ženatý. S manželkou Ludmilou má syna Filipa (* 1985), který je také zapojen do rodinného podniku ve firmě Ravak a dceru Dominiku.

## Umělecká činnost
Věnuje se psaní do novin, ale napsal i několik knih. Také se věnoval fotografii, kterou vystavil v roce 2012 v kavárně Platýz v Praze. Část fotografií vznikla v Africe, kde zhruba pět let pobýval na severním pobřeží. Publikuje pod pseudonymem J. V. Sulla – Jindra Vařeka Sulla. Jméno Sulla si vybral podle Sully, římského diktátora, který jak sdělil „se dokázal zříci moci ve chvíli, kdy už neměl žádné nepřátele a stal se pánem světa“.
Knihy
- Houpačka (2010)
- Jsem jen otrok (2012)
- Legenda o Evě, Adamovi a lokomotivě (2012)